# Метод частиц в ячейках
Ме́тод части́ц в яче́йках (англ. Particle-in-Cell, PiC) — метод численного решения некоторых видов дифференциальных уравнений в частных производных. Разработан Харлоу (F. H. Harlow) в Лос-Аламосской лаборатории (LANL, находится в Нью-Мексико, США) в середине 50-х годов. Применяется для моделирования процессов газовой динамики и гидродинамики, а также при моделировании плазмы.